# Divo Zadi

Bischofswappen von Divo Zadi

Divo Zadi (* 25. Januar 1931 in Montefollonico, Provinz Siena; † 1. April 2021 in Civita Castellana) war ein italienischer Geistlicher und römisch-katholischer Bischof von Civita Castellana.

## Leben
Divo Zadi empfing nach seiner theologischen Ausbildung am 2. August 1953 in der Kathedrale Santa Maria Assunta in Pienza die Priesterweihe und war anschließend unter anderem von 1964 bis 1989 Leiter des Amtes in der ersten Sektion für Allgemeine Angelegenheiten im Staatssekretariat des Heiligen Stuhls.
Papst Johannes Paul II. ernannte ihn am 10. März 1989 zum Bischof von Civita Castellana. Die Bischofsweihe spendete ihm Kardinalstaatssekretär Agostino Casaroli am 8. April desselben Jahres; Mitkonsekratoren waren der spätere Kurienkardinal Fiorenzo Kardinal Angelini und Marcello Rosina, emeritierter Bischof von Civita Castellana. Am 9. April 1989 empfing Papst Johannes Paul II. seinen ehemaligen leitenden Mitarbeiter im Staatssekretariat zu einer Privataudienz. Die Amtseinführung Zadis fand am 13. Mai 1989 statt.
Am 10. Dezember 2007 nahm Papst Benedikt XVI. sein altersbedingtes Rücktrittsgesuch an. Divo Zadi starb am Gründonnerstag 2021 im Alter von 90 Jahren.